# El-Karája
El-Karája (tudományos átírásban Al Qarāyā, ritkán El Gheraia) líbiai oázis Tripolitól 700 kilométerre délre, a Szaharához tartozó Fezzán sivatag közepén, az Irávan nevű vádi (időszakos vízfolyás) lefutását követő oázissorozat egyik állomása. Ma az oázisokat széles aszfaltút köti össze, de északra, a Földközi-tenger partján fekvő Tripoliba és délnyugatra, a Líbia határvidékén található Gátba is vezet országút. Az oázisok és a települések olyan lépcsővidéken jöttek létre, ahol a felszínközeli talajvíz évszázadok óta lehetővé teszi a hatalmas datolyapálma-ligetek megművelését. A hosszan elterülő oázisokat északon a Ramlat Zallaf dűnevidéke, délen a sötét, bazaltos kőzetekből álló hegyvidék nyúlványai határolják.

## Gazdasága
Az 597 méteres tengerszint feletti magasságon fekvő oázist jellegéből adódóan a talajvíz élteti. A település magja kisebb, négyzetes alaprajzú gazdaságokból áll. Elsősorban tuareg és tubu népesség él itt, legtöbbjük mezőgazdasággal foglalkozik. A nomád állattartó életmód mellett napjainkra már kevesen maradtak meg. Az oázis helyi jelentősége egykor nagy volt, mert távolsági kereskedelmi útvonal mentén feküdt.
Már a középkorban is gyümölcsöző mezőgazdasági termelést folytattak az oázisban, amit a gondosan karbantartott öntözőrendszer tett lehetővé. Ma gabonaféléket, paradicsomot, dinnyét, olívát, burgonyát, citrusféléket és sok más növényfélét is termesztenek az oázis kertjeiben. A nemzetközi kereskedelembe mégis elsősorban a hatalmas pálmaligetekben érő datolya kerül. Datolyapálmák ezreit élteti a felszínközeli talajvíz, amely az időszakosan hulló csapadékból táplálkozik.
Egy új termőterületeket kialakító program keretén belül szervezetten hoztak létre új oázisokat és alapítottak mezőgazdasági szervezeteket. A vízellátáshoz azonban a jelenkori talajvízkészlet nem volt elegendő. Ezért mély kutakat fúrtak, amelyek a meg nem újuló rétegvízkészletet aknázzák ki, a vizet 400-1500 méteres mélységből szivattyúzva a felszínre.

## Ramlat Zallaf
Ramlat Zallafnak nevezik azt a hatalmas homoknyelvet, amelynek 80-100 méteres magasságú dűnéi szinte már egy lépcsővidék méreteit is elérik. A nagy felszínformákat egy sor kisebb, különböző irányú dűnerendszer tagolja. Mindegyikük észak-északkelet–dél-délnyugati irányból párhuzamosan kelet–nyugati irányba fordul el. A dűnék között, a legmélyebb völgyekbe kisebb ültetvényeket telepítettek. Az oázisok lakói kimélyítik a felszínt, hogy a pálmák gyökérzete könnyebben elérhesse a talajvíz szintjét. A kis oázisok munkaigénye hatalmas, és sok munka ellenére sokszor előfordul, hogy a kertek a szél martalékává válnak, és idővel a terjeszkedő Szahara áldozataként a homokba fulladnak.